# Fredrik Strand Galta
Fredrik Strand Galta (Noruega, 19 de octubre de 1992) es un ciclista noruego que fue profesional desde 2009 hasta 2017, momento en el que decidió poner punto final a su carrera deportiva.

## Palmarés
2013
- Hadeland G. P.

2015
- 2 etapas del Kreiz Breizh Elites